# O-kresol
o-Kresol (tj. ortho-kresol; systematický název 2-methylfenol), je organická sloučenina, isomer kresolu (CH3C6H4OH). Tato bezbarvá pevná látka se často používá na přípravu dalších sloučenin. Jedná se o methylovaný derivát fenolu a polohový izomer m-kresolu a p-kresolu.

## Výroba
o-Kresol se, spolu s řadou dalších látek, získával z uhelného dehtu, získávaného při výrobě koksu. Vedlejší produkty této výroby obsahují několik procent fenolu a kresolů. Průmyslově se vyrábí methylací fenolu pomocí methanolu za katalýzy oxidy kovů:
C6H5OH + CH3OH → CH3C6H4OH + H2O
Vícenásobnou methylací vznikají xylenoly.
Dalšími způsoby jsou oxidační dekarboxylace kyseliny salicylové, oxygenace toluenu a hydrolýza 2-chlortoluenu.

## Použití
o-Kresol se většinou používá na přípravu dalších sloučenin. Chlorací a esterifikací se z něj vyrábějí herbicidy jako jsou kyselina 2-methyl-4-chlorfenoxyoctová. Nitrací vzniká dinitrokresol. Kolbeho–Schmittovou karboxylací se tvoří kyselina o-kresotinová, meziprodukt při výrobě léčiv. Alkylací o-kresolu propenem vzniká karvakrol, složka silice dobromysli.

## Výskyt
o-Kresol je obsažen v kastoreu, výměšku análních pachových žláz bobrů. Také se nachází v cigaretovém kouři.